# Россия на зимних Олимпийских играх 1998
XVIII зимние Олимпийские игры проводились в японском городе Нагано.
|        | Золото | Серебро | Бронза | Всего |
| ------ | ------ | ------- | ------ | ----- |
| Россия | 9      | 6       | 3      | 18    |

## Золото
| Золото |                                                           |                                           |
| №      | Спортсмены                                                | Вид спорта (дисциплина)                   |
| 1      | Галина Куклева                                            | Биатлон (спринт, 7,5 км)                  |
| 2      | Ольга Данилова                                            | Лыжные гонки (раздельный старт, 15 км)    |
| 3      | Лариса Лазутина                                           | Лыжные гонки (раздельный старт, 5 км)     |
| 4      | Лариса Лазутина                                           | Лыжные гонки (гонка преследования, 10 км) |
| 5      | Нина Гаврылюк Ольга Данилова Елена Вяльбе Лариса Лазутина | Лыжные гонки (эстафета, 4х5км,)           |
| 6      | Юлия Чепалова                                             | Лыжные гонки (раздельный старт, 30 км)    |
| 7      | Илья Кулик                                                | Фигурное катание (мужчины)                |
| 8      | Оксана Казакова Артур Дмитриев                            | Фигурное катание (спортивные пары)        |
| 9      | Оксана Грищук Евгений Платов                              | Фигурное катание (танцевальные пары)      |

## Серебро
| Серебро | |                                           |
| №       | Спортсмены | Вид спорта (дисциплина)                   |
| 1       | Ольга Мельник, Галина Куклева, Альбина Ахатова, Ольга Ромасько | Биатлон (эстафета, 4x7,5 км)              |
| 2       | Ольга Данилова | Лыжные гонки (гонка преследования, 10 км) |
| 3       | Лариса Лазутина | Лыжные гонки (раздельный старт, 15 км)    |
| 4       | Елена Бережная, Антон Сихарулидзе | Фигурное катание (спортивные пары)        |
| 5       | Анжелика Крылова, Олег Овсянников | Фигурное катание (танцевальные пары)      |
| 6       | Павел Буре, Валерий Буре, Сергей Гончар, Алексей Гусаров, Валерий Каменский, Сергей Фёдоров, Дариус Каспарайтис, Игорь Кравчук, Сергей Кривокрасов, Борис Миронов, Дмитрий Миронов, Алексей Морозов, Сергей Немчинов, Олег Шевцов, Михаил Шталенков, Герман Титов, Андрей Трефилов, Алексей Яшин, Дмитрий Юшкевич, Валерий Зелепукин, Алексей Жамнов, Алексей Житник | Хоккей                                    |

## Бронза
| Бронза |                                                                  |                                                |
| №      | Спортсмены                                                       | Вид спорта (дисциплина)                        |
| 1      | Павел Муслимов, Владимир Драчёв, Сергей Тарасов, Виктор Майгуров | Биатлон (эстафета, 4x7,5 км)                   |
| 2      | Лариса Лазутина                                                  | Лыжные гонки (раздельный старт, 30 км)         |
| 3      | Валерий Столяров                                                 | Лыжное двоеборье (индивидуальная гонка, 15 км) |

## Медали по видам спорта
| Спорт            | Золото | Серебро | Бронза | Всего |
| ---------------- | ------ | ------- | ------ | ----- |
| Лыжные гонки     | 5      | 2       | 1      | 8     |
| Фигурное катание | 3      | 2       | 0      | 5     |
| Биатлон          | 1      | 1       | 1      | 3     |
| Хоккей с шайбой  | 0      | 1       | 0      | 1     |
| Лыжное двоеборье | 0      | 0       | 1      | 1     |

### Биатлон
Мужчины
| Соревнование         | Спортсмены                                                    | Стрельба | Время     | Место |
| -------------------- | ------------------------------------------------------------- | -------- | --------- | ----- |
| спринт               | Виктор Майгуров                                               | 0+0      | 28:36,0   | 4     |
| спринт               | Владимир Драчёв                                               | 1+0      | 28:46,4   | 12    |
| спринт               | Сергей Тарасов                                                | 2+1      | 29:23,2   | 22    |
| спринт               | Алексей Кобелев                                               | 2+2      | 31:02,8   | 56    |
| индивидуальная гонка | Сергей Тарасов                                                | 1+0+2+1  | 59:24,3   | 15    |
| индивидуальная гонка | Павел Муслимов                                                | 0+1+1+1  | 59:26,5   | 17    |
| индивидуальная гонка | Владимир Драчёв                                               | 1+2+1+2  | 1:01:13,9 | 35    |
| индивидуальная гонка | Павел Вавилов                                                 | 1+2+3+1  | 1:03:59.4 | 53    |
| эстафета             | Павел Муслимов Владимир Драчёв Сергей Тарасов Виктор Майгуров | 0+7      | 1:22:19,3 | 3     |

Женщины
| Соревнование         | Спортсмены                                                  | Стрельба | Время     | Место |
| -------------------- | ----------------------------------------------------------- | -------- | --------- | ----- |
| хпринт               | Галина Куклева                                              | 1+0      | 23:08,0   | 1     |
| хпринт               | Альбина Ахатова                                             | 1+1      | 24:06,4   | 13    |
| хпринт               | Ольга Ромасько                                              | 2+1      | 25:03.6   | 27    |
| хпринт               | Анна Волкова                                                | 0+4      | 25:42,7   | 44    |
| индивидуальная гонка | Альбина Ахатова                                             | 0+0+0+1  | 56:21,7   | 7     |
| индивидуальная гонка | Ольга Мельник                                               | 0+0+2+0  | 57:10.8   | 13    |
| индивидуальная гонка | Галина Куклева                                              | 1+2+3+0  | 1:00:29,2 | 31    |
| индивидуальная гонка | Ольга Ромасько                                              | 3+0+0+0  | 1:00:58.8 | 33    |
| эстафета             | Ольга Мельник Галина Куклева Альбина Ахатова Ольга Ромасько | 0+9      | 1:40:25,2 | 2     |

#### Горнолыжный спорт
Мужчины
| Спортсмены            | Соревнование      | Финал     | Финал     | Финал     | Финал          | Финал          |
| Спортсмены            | Соревнование      | Попытка 1 | Попытка 2 | Попытка 3 | Итого          | Место          |
| --------------------- | ----------------- | --------- | --------- | --------- | -------------- | -------------- |
| Василий Безсмельницын | скоростной спуск  |           |           |           | 1:54.27        | 24             |
| Василий Безсмельницын | супергигант       |           |           |           | 1:39.39        | 29             |
| Василий Безсмельницын | Гигантский слалом |           |           |           | не финишировал | не финишировал |
| Андрей Филичкин       | скоростной спуск  |           |           |           | 1:52.65        | 18             |
| Андрей Филичкин       | супергигант       |           |           |           | 1:37.29        | 21             |
| Андрей Филичкин       | Гигантский слалом |           |           |           | не финишировал | не финишировал |

Женщины
| Спортсмены           | Соревнование     | Финал     | Финал     | Финал     | Финал   | Финал |
| Спортсмены           | Соревнование     | Попытка 1 | Попытка 2 | Попытка 3 | Итого   | Место |
| -------------------- | ---------------- | --------- | --------- | --------- | ------- | ----- |
| Олеся Алиева         | супергигант      |           |           |           | 1:22.00 | 37    |
| Светлана Гладышева   | скоростной спуск |           |           |           | 1:29.50 | 5     |
| Светлана Гладышева   | супергигант      |           |           |           | 1:18.82 | 13    |
| Анна Ларионова       | скоростной спуск |           |           |           | 1:34.36 | 32    |
| Анна Ларионова       | супергигант      |           |           |           | 1:20.61 | 33    |
| Екатерина Нестеренко | скоростной спуск |           |           |           | 1:32.54 | 29    |
| Варвара Зеленская    | скоростной спуск |           |           |           | 1:30.38 | 13    |
| Варвара Зеленская    | супергигант      |           |           |           | 1:18.72 | 12    |

#### Лыжные гонки
Женщины
| Соревнование                                 | Спортсмены                                                | Результат | Отставание | Место |
| -------------------------------------------- | --------------------------------------------------------- | --------- | ---------- | ----- |
| 15 км классическим стилем                    | Ольга Данилова                                            | 46:55,4   | +0,0       | 1     |
| 15 км классическим стилем                    | Лариса Лазутина                                           | 47:01,0   | +5,6       | 2     |
| 15 км классическим стилем                    | Светлана Нагейкина                                        | 49:22,5   | +2:27,1    | 16    |
| 15 км классическим стилем                    | Елена Вяльбе                                              | 49:25,9   | +2:30,5    | 17    |
| 5 км классическим стилем (спринт)            | Лариса Лазутина                                           | 17:37,9   | +0,0       | 1     |
| 5 км классическим стилем (спринт)            | Нина Гаврылюк                                             | 17:50,3   | +12,4      | 4     |
| 5 км классическим стилем (спринт)            | Ольга Данилова                                            | 17:51,3   | +13,4      | 5     |
| 5 км классическим стилем (спринт)            | Юлия Чепалова                                             | 18:20,0   | +42,1      | 13    |
| 10 км свободным стилем (гонка преследования) | Лариса Лазутина                                           | 28:29,9   | +0,0       | 1     |
| 10 км свободным стилем (гонка преследования) | Ольга Данилова                                            | 28:36,4   | +6,5       | 2     |
| 10 км свободным стилем (гонка преследования) | Юлия Чепалова                                             | 28:51,4   | +21,5      | 6     |
| 10 км свободным стилем (гонка преследования) | Нина Гаврылюк                                             | 29:12,3   | +42,4      | 7     |
| 30 км свободным стилем                       | Юлия Чепалова                                             | 1:22:01,5 | +0,0       | 1     |
| 30 км свободным стилем                       | Лариса Лазутина                                           | 1:23:15,7 | +1:14,2    | 3     |
| 30 км свободным стилем                       | Елена Вяльбе                                              | 1:24:52,8 | +2:51,3    | 5     |
| 30 км свободным стилем                       | Ольга Данилова                                            | 1:28:08,1 | +6:06,6    | 13    |
| эстафета 4×5 км                              | Нина Гаврылюк Ольга Данилова Елена Вяльбе Лариса Лазутина | 55:13,5   | +0,0       | 1     |

### Бобслей
Спортсменов — 2
| Соревнование | Спортсмены                | 1 заезд   | 1 заезд | 2 заезд   | 2 заезд | 3 заезд   | 3 заезд | 4 заезд   | 4 заезд | Итоговый результат | Итоговое место |
| Соревнование | Спортсмены                | Результат | Место   | Результат | Место   | Результат | Место   | Результат | Место   | Итоговый результат | Итоговое место |
| ------------ | ------------------------- | --------- | ------- | --------- | ------- | --------- | ------- | --------- | ------- | ------------------ | -------------- |
| Двойки       | Евгений Попов Олег Петров | 55,53     | 23      | 55,37     | 23      | 55,25     | 21      | 55,31     | 21      | 3:41,46            | 21             |

### Лыжное двоеборье
Спортсменов — 4
Мужчины
| Соревнование    | Спортсмены                                                       | Прыжки с трамплина | Прыжки с трамплина | Лыжная гонка | Лыжная гонка | Лыжная гонка | Итоговое место |
| Соревнование    | Спортсмены                                                       | Результат          | Место              | Гандикап     | Результат    | Место        | Итоговое место |
| --------------- | ---------------------------------------------------------------- | ------------------ | ------------------ | ------------ | ------------ | ------------ | -------------- |
| Командная гонка | Владимир Лысенин Валерий Столяров Алексей Фадеев Дмитрий Синицын | 826,0              | 8                  | +2:13        | 56:21,2      | 9            | 9              |

### Фигурное катание
| Соревнование              | Спортсмен                        | Обязательный танец 1 | Обязательный танец 1 | Обязательный танец 2 | Обязательный танец 2 | Короткая программа/ оригинальный танец | Короткая программа/ оригинальный танец | Произвольная программа/ произвольный танец | Произвольная программа/ произвольный танец | Всего     | Всего |
| Соревнование              | Спортсмен                        | Результат            | Место                | Результат            | Место                | Результат                              | Место                                  | Результат                                  | Место                                      | Результат | Место |
| ------------------------- | -------------------------------- | -------------------- | -------------------- | -------------------- | -------------------- | -------------------------------------- | -------------------------------------- | ------------------------------------------ | ------------------------------------------ | --------- | ----- |
| Женское одиночное катание | Елена Соколова                   |                      |                      |                      |                      | 5,0                                    | 10                                     | 7,0                                        | 7                                          | 12,0      | 7     |
| Женское одиночное катание | Ирина Слуцкая                    |                      |                      |                      |                      | 2,5                                    | 5                                      | 5,0                                        | 5                                          | 7,5       | 5     |
| Женское одиночное катание | Мария Бутырская                  |                      |                      |                      |                      | 1,5                                    | 3                                      | 4,0                                        | 4                                          | 5,5       | 4     |
| Мужское одиночное катание | Алексей Ягудин                   |                      |                      |                      |                      | 2,0                                    | 4                                      | 5,0                                        | 5                                          | 7,0       | 5     |
| Мужское одиночное катание | Илья Кулик                       |                      |                      |                      |                      | 0,5                                    | 1                                      | 1,0                                        | 1                                          | 1,5       | 1     |
| Спортивные пары           | Марина Ельцова Андрей Бушков     |                      |                      |                      |                      | 2,5                                    | 5                                      | 7,0                                        | 7                                          | 9,5       | 7     |
| Спортивные пары           | Елена Бережная Антон Сихарулидзе |                      |                      |                      |                      | 1,5                                    | 3                                      | 2,0                                        | 2                                          | 3,5       | 2     |
| Спортивные пары           | Оксана Казакова Артур Дмитриев   |                      |                      |                      |                      | 0,5                                    | 1                                      | 1,0                                        | 1                                          | 1,5       | 1     |
| Танцы на льду             | Ирина Лобачева Илья Авербух      | 0,8                  | 4                    | 1,0                  | 5                    | 3,0                                    | 5                                      | 5,0                                        | 5                                          | 9,8       | 5     |
| Танцы на льду             | Анжелика Крылова Олег Овсянников | 0,4                  | 2                    | 0,4                  | 2                    | 1,2                                    | 2                                      | 2,0                                        | 2                                          | 4,0       | 2     |
| Танцы на льду             | Евгений Платов Паша Грищук       | 0,2                  | 1                    | 0,2                  | 1                    | 0,6                                    | 1                                      | 1,0                                        | 1                                          | 2,0       | 1     |